# Sorato Anraku
Sorato Anraku (安楽 宙斗?, Anraku Sorato; Yachiyo, 14 novembre 2006) è un arrampicatore giapponese, detentore della medaglia d'argento alle Olimpiadi di Parigi 2024 nella categoria Boulder e Lead.